# Instytut Polski w Belgradzie
Instytut Polski w Belgradzie (serb. Poljski institut u Beogradu) – polska placówka kulturalna w stolicy Serbii podlegająca Ministerstwu Spraw Zagranicznych RP.
Instytut Polski rozpoczął działalność 28 sierpnia 2023 w budynku Ambasady na ul. Kneza Milosa 38. W 2024 został przeniesiony wraz z Ambasadą na ul. Neznanog junaka 1a.
Instytut prowadzi współpracę, zajmuje się promocją kultury, nauki i sztuki polskiej w Serbii oraz współpracą kulturalną, współpracą naukową i techniczną.
Pierwszym dyrektorem placówki został Lech Kończak.